# The Titfield Thunderbolt
The Titfield Thunderbolt (Lynet fra Titfield) er en britisk film lanceret af Ealing Studios i 1953.
Filmen er inspireret af verdens første veteranbane Talyllyn Railway i Wales. Banen i filmen var dog den nyligt nedlagte engelske bane mellem Camerton og Limpley Stoke, hvor Monkton Combe station spillede Titfield station. Andre scener blev optaget i Freshford, Dunkerton og Bristol. Titelrollen blev spillet af det da 115 år gamle damplomotiv Lion fra Liverpool-Manchester Jernbane.

## Plot
British Rail vil nedlægge sidebanen til Titfield, men anført af byens præst går de lokale sammen om at redde banen. De får succes til ærgrelse for et par lokale rutebilejere, der gør hvad de kan for at stoppe banen, inden den skal til den afgørende eksamen.

## Medvirkende
- Stanley Holloway – Valentine, lokal rigmand
- George Relph – Sam Weech, præsten
- Naunton Wayne – George Blakeworth
- John Gregson – Gordon
- Godfrey Tearle – Ollie Matthews, biskop af Welchester
- Hugh Griffith – Dan
- Gabrielle Brune – Joan
- Sid James – Hawkins
- Reginald Beckwith – Coggett
- Edie Martin – Emily
- Michael Trubshawe – Ruddock
- Jack MacGowran – Vernon Crump
- Ewan Roberts – Pearce
- Herbert C. Walton – Seth
- John Rudling – Clegg, inspektør fra ministeriet

## Trivia
- Lokomotivfører, fyrbøder og togfører i begyndelsen af filmen var rigtige medarbejdere fra British Rail
- Titfield er en sammentrækning af landsbynavnene Titsey og Limpsfield.
- Til scenen, hvor et lokomotiv kører hen ad vejen, blev der lavet et falsk lokomotiv, der blev sat ovenpå en Bedford-lastbil.

## Eksterne Henvisninger
- The Titfield Thunderbolt på Internet Movie Database (engelsk)
- The Titfield Thunderbolt i Svensk Filmdatabas (svensk)
- The Titfield Thunderbolt på AlloCiné (fransk)
- The Titfield Thunderbolt på MovieMeter (nederlandsk)
- The Titfield Thunderbolt på AllMovie (engelsk)
- The Titfield Thunderbolt på The Movie Database (engelsk)
- The Titfield Thunderbolt på Rotten Tomatoes (engelsk)
- The Titfield Thunderbolt på Filmaffinity (engelsk)
- The Titfield Thunderbolt på Netflix (engelsk)
- The Titfield Thunderbolt hos TV Guide (engelsk)
- The Titfield Thunderbolt Arkiveret 9. oktober 2004 hos  Wayback Machine
- Titfield Thunderbolt Arkiveret 23. oktober 2004 hos  Wayback Machine